# Cidnopus aeruginosus
Cidnopus aeruginosus är en skalbaggsart som först beskrevs av Olivier 1790.  Cidnopus aeruginosus ingår i släktet Cidnopus, och familjen knäppare. Arten är reproducerande i Sverige.

## Bildgalleri

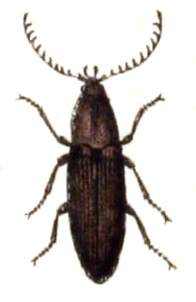